# Izbonya
Izbonya település Ukrajnában, Kárpátalján, a Munkácsi járásban.

## Fekvése
Volóctól nyugatra fekvő település.

## Nevének eredete
Izbonya neve szláv eredetű, víznévből keletkezett. A Huszni hegy tövénél, Galícia határán ered a Zbunya patak és a Latorcába ömlik bele.

## Története
Izbonya nevét 1648-ban említette először oklevél Zbuna néven.
1693-ban Zbina, 1700-ban Zbunya, Zbonya, 1851-ben Zbnnya, 1877-ben Zbun, Zbuna néven írták.
1904-ben az országos helységnévrendezés során változtatták nevét Izbonya-ra, a szó elején található mássalhangzó-torlódás kiküszöbölése végett.
1910-ben 129 lakosa volt. Ebből 11 magyar, 5 német, 113 ruszin volt, melyből 5 római katolikus, 108 görögkatolikus, 16 izraelita volt.
A trianoni békeszerződés előtt Bereg vármegye Alsóvereczkei járásához tartozott.